# Сейнт Хелиър
Сейнт Хелиър (на английски: Saint Helier; на френски: Saint-Hélier; на нормански: Saint Hélyi) е една от дванадесетте енории на Джърси, както и най-голям град на остров Джърси, най-големия остров в Ла Манша. Има население от около 28 000 души и е административен център на Джърси. Кръстен е в чест на франкски мисионер, който става мъченик на острова през 555 г.
Енорията покрива около 4.1 квадратни мили, което е около 9% от цялата площ на острова.

## Население
Сейнт Хелиър е най-населената енория в Джърси, населението е около 28 310 за 2001 г.
| 28123                        | 27523 | 28310 |
| Статистиката се води от 1991 |       |       |